# Hans von Kusserow
Hans von Kusserow (* 25. März 1911 in Wollstein bei Posen; † 10. April 2001 in München) war ein deutscher Tänzer und Choreograf.

## Leben
Von Kusserow stammte aus einer westpreußischen Adelsfamilie. Sein Vater war Offizier. Schon früh zeigte sich die künstlerische Begabung des Jungen. Seine beruflichen Wünsche fanden Verständnis bei seinen Eltern. Sie ermöglichten Hans von Kusserow eine profunde Tanzausbildung bei Ljubow Egorova, Vera Kratina, Victor Gsovsky sowie Marie Rambert und schickten ihn nach London an die Royal Ballet School. 1928 debütierte der 17-Jährige am Stadttheater Breslau. Dann folgten ein Engagement in Duisburg und zahlreiche Tourneen als Varieté-Tänzer. 1942 war er Tanzpartner von Marika Rökk im Spielfilm Hab' mich lieb.
Nach dem Krieg ist Hans von Kusserow von 1945 bis 1950 als Solotänzer am Staatstheater Stuttgart engagiert gewesen. Heinz Hilpert holte ihn dann als Ballettmeister an das Deutsche Theater Göttingen. Dort formte Kusserow in der Saison 1950/51 ein Ballettensemble, das in kürzester Zeit durch seine klassischen Tanzabende überregional für Aufsehen sorgte. Die Ballettcompagnie bestand fast ausschließlich aus exzellenten Solisten wie z. B. Gisela Deege, Hilde Garden, Lisa Kretschmar, Edel von Rothe, Marcel Luipart und Erich Walter. Auch als Choreograf fand Kusserow in Göttingen internationale Anerkennung, wie etwa mit seiner Tanzversion der Oper Carmen von Georges Bizet in der Orchesterversion von Günther Weißenborn und Peter Rocholl.
1951 ging Hans von Kusserow für zehn Jahre an die Deutsche Staatsoper nach Ost-Berlin. Später wirkte er mit in Tournee-Compagnien wie dem Léonide Massines Balletto Europeo, dem American Ballet Theatre und weiterhin häufig in in- und ausländischen Filmproduktionen. Immer ist er jedoch der Bühne treu geblieben. Seinen letzten Bühnenauftritt hatte Hans von Kusserow 1978 im Münchner Gärtnerplatztheater in der Tanzrolle des alten Faust im Ballett Abraxas von Ivan Sertic.
Hans von Kusserow starb am 10. April 2001 – zwei Wochen nach seinem 90. Geburtstag – in München. Beigesetzt wurde er im Erbbegräbnis der Familie von Kusserow auf dem Alten St.-Matthäus-Kirchhof in Berlin-Schöneberg. Sein Nachlass befindet sich im Deutschen Tanzarchiv Köln.

## Filmografie (Auswahl)
- 1942: Hab mich lieb!